# 78P/Gehrels
78P/Gehrels, informalmente denominata anche Gehrels 2, è una cometa periodica di cui sono stati già osservati cinque passaggi al perielio.

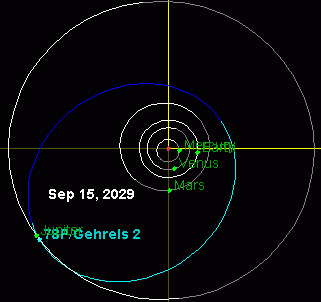
L'orbita di 78P/Gehrels passerà a sole 0,018 UA dal pianeta Giove nel 2029.

Ne compirà ancora uno e poi, in seguito ad un lungo passaggio ravvicinato col pianeta Giove che la porterà il 15 settembre 2029 fino a sole 0,019 UA dal pianeta, pari a poco meno di 2.900.000 km (ovvero all'interno del sistema di satelliti naturali del pianeta), la sua orbita sarà drasticamente cambiata, ritrovandosi con il periodo di rivoluzione quasi raddoppiato, la distanza del perielio più che raddoppiata e l'eccentricità quasi dimezzata. Conseguentemente la sua luminosità, vista dalla Terra diminuirà notevolmente.